# Malempré
Malempré (en wallon Målimpré) est une section de la commune belge de Manhay située en Région wallonne dans la province de Luxembourg.
C'était une commune à part entière avant la fusion des communes de 1977. 
Elle est gérée par Hugo Dulier depuis 1991.
Elle est connue pour son camping de haute qualité.

## Étymologie
En 1305, la localité s'écrivait Malempret et la tradition rapporte que ce toponyme tirerait son origine du nom du constructeur d'un ancien château aujourd'hui démoli. Sur la carte Ferraris de 1777, le village s'orthographie Malemprez.

## Géographie

### Situation
Malempré est un village d'environ 300 habitants entourés de prairies constituant le versant sud du ruisseau de la Follerie, un affluent de la Lienne, et le contrefort nord  du plateau des Tailles.  Le village, en pente, se situe entre deux grands axes routiers : la route nationale 30 entre Manhay et la Baraque de Fraiture dessert la localité à environ 1 500 m à l'ouest et l'autoroute E25 passe à environ 1 km à vol d'oiseau à l'est.

## Démographie
- Source: INS recensements population

## Histoire
Sous l'Ancien Régime, la mayerie de Malempré faisait partie de la prévôté et du quartier de Bastogne. 
Malempré n'est une commune de la province de Luxembourg que depuis 1839. Elle faisait partie avant cela du département de Sambre-et-Meuse.
Le centre du village a subi de nombreux dégâts en 1944 pendant la bataille des Ardennes.

## Patrimoine et culture

### Patrimoine architectural
L'église Saint-Martin, entourée du cimetière, est une construction classique en grès schisteux et pierre bleue datée de 1840. Le village possède aussi une petite chapelle au carrefour des rues du Fonteni et des Thuyas ainsi que de nombreuses croix dressées aux différents carrefours.
La rue Saint-Martin possède plusieurs fermes et fermettes anciennes sises aux nos 3, 7, 13, 16, 27, 29, 30, 32, 36 et 38 et reprises à l'inventaire du patrimoine immobilier culturel de Wallonie.

## Économie

### Transports
Transports en commun : La localité est notamment desservie par le bus 1011 Liège - Bastogne - Arlon - Athus.

### Ressources
Depuis 2014, une bonne partie du village de Malempré est raccordée à un système de chauffage communautaire unique en Wallonie et appelé Malempré, la chaleur d’y vivre. Ce système de chauffage s'inscrit dans le domaine du développement durable en étant produit par la combustion de copeaux et résidus de bois provenant des forêts avoisinantes dans une chaudière commune. Environ 70 familles sont alimentées par ce chauffage collectif.